# Bismarck Barreto Faria
Bismarck Barreto Faria, noto semplicemente come Bismarck (São Gonçalo, 17 settembre 1969), è un ex calciatore brasiliano, di ruolo attaccante.

## Carriera

### Club
L'inizio di carriera di Bismarck è brillante: entrato a 10 anni nelle giovanili del Vasco da Gama, partecipa al Campionato mondiale di calcio Under-20 1989, vincendo il premio come miglior giocatore. Nel 1990 viene anche convocato per i Mondiali di Italia 1990.
Nel 1993, al momento di lasciare il Brasile, sceglie il Giappone. Giocando nel paese del "Sol Levante", la sua visibilità internazionale diminuisce e non viene più chiamato in nazionale. Durante la sua esperienza in Giappone vince diversi campionati giapponesi e viene regolarmente incluso nei migliori 11 della J-League.
Bismarck torna in Brasile nel 2002, prima al Fluminense, poi al Goiás, ma riesce a segnare solo una rete prima di tornare in Giappone, al Vissel Kobe, per terminare la carriera nel 2003.

### Nazionale
Dopo il Campionato mondiale di calcio Under-20 disputato nel 1989 da protagonista, Bismarck viene chiamato in nazionale maggiore nel 1990, per partecipare a campionato del mondo 1990, ma dopo quell'anno non riesce più ad ottenere una convocazione. Nella sua esperienza nel Brasile Bismarck ha totalizzato 14 presenze e ha segnato 1 gol.

## Palmarès

### Club
- Campionato Carioca: 5

Vasco da Gama: 1987, 1988, 1992, 1993, 2002
- Campionato brasiliano: 1

Vasco da Gama: 1989
- J-League: 4

Verdy Kawasaki: 1993, 1994
Kashima Antlers: 1998, 2000
- Coppa dell'Imperatore: 1

Verdy Kawasaki: 1996
- Coppa Yamazaki Nabisco: 4

Verdy Kawasaki: 1993, 1994
Kashima Antlers: 1997, 2000

### Individuale
- Bola de Prata: 1

1989
- Pallone d'oro del campionato del mondo Under-20: 1

Arabia Saudita 1989
- Miglior giocatore della Coppa J. League: 2

1993, 1994
- Miglior 11 della J-League: 3

1994, 1995, 1997